# Petra Thümer
Petra Thümer   (Chemnitz, 29 de gener de 1961) és una nedadora alemanya, ja retirada, especialista en estil lliure, que va competir sota bandera de la República Democràtica Alemanya durant les dècades de 1970 i 1980. Va estar casada amb els esquiadors Alf-Gerd Deckert i Klaus Katzur.
El 1976 va prendre part en els Jocs Olímpics d'Estiu de Montreal, on va disputar dues proves del programa de natació. En ambdues, els 400 i 800 metres lliures va guanyar la medalla d'or.
En el seu palmarès també destaquen tres medalles d'or en el Campionat d'Europa de natació de 1977. Durant la seva carrera va establir cinc rècords mundials en els 400 i els 800 metres lliures. El 1987 fou inclosa a l'International Swimming Hall of Fame.
Posteriorment va admetre haver fet servir drogues per millorar el rendiment com a part del programa de dopatge sistemàtic dirigit per l'Alemanya de l'Est. Per aquest motiu es va perdre el Campionat del Món de 1978, ja que els entrenadors temien que no superaria el control antidopatge i la van excloure de l'equip d'Alemanya de l'Est amb l'excusa oficial d'una lesió.
El 1979 es va retirar de la natació i va passar a treballar com a fotògrafa.